# Tlalpujahua de Rayón
Tlalpujahua de Rayón est une ville de l'état du Michoacán, chef de la municipalité de Tlalpujahua.

## Étymologie
Le mot Tlalpujahua vient du Nahuatl tlalli (terre) et poxohuac (éponge, fofa) donc son nom signifie terre de tezontle ou spongieuse, probablement en raison des caractéristiques des sols où cette population est établie. Son nom en Otomí est Xijumú.
Les gens appellent Tlalpujahua le peuple qui a refusé de mourir.

## Histoire
C'est le lieu de naissance d'Ignacio López Rayón, dont la maison est aujourd'hui un musée, et qui possède un monument important dans la ville.

## Tourisme
Elle a été désignée « pueblo mágico (village magique) le 27 juin 2005 pour son aspect chaleureux actuel, qui pendant plus de trois siècles a été un site d'exploitation minière avec des veines d'or et d'argent.
Il existe plusieurs usines de sphères de Noël, cette activité étant l'une des plus importantes pour l'économie de Tlalpujahua, en plus de quelques autres activités telles que l'élaboration de carrières.